# Мыкпайёган (приток Агана)
Мыкпайёган (устар. Мыгыпай-Ёган) — река в России, протекает по территории Нижневартовского района Ханты-Мансийского автономного округа. Устье реки находится в 514 км по левому берегу Агана. Длина реки составляет 21 км.

## Данные водного реестра
По данным государственного водного реестра России относится к Верхнеобскому бассейновому округу, водохозяйственный участок реки — Обь от впадения реки Вах до города Нефтеюганск, речной подбассейн реки — Обь ниже Ваха до впадения Иртыша. Речной бассейн реки — (Верхняя) Обь до впадения Иртыша.